# Final Fantasy Dimensions
Final Fantasy Dimensions (Japans: ファイナルファンタジーディメンションズ Hepburn: Fainaru Fantajī Dimenshonzu?), in Japan bekend als Final Fantasy Legends: Hikari to Yami no Senshi (ファイナルファンタジー レジェンズ 光と闇の戦士 Fainaru Fantajī Rejenzu: Hikari to Yami no Senshi? ('Final Fantasy Legends: Strijders van Licht en Duisternis') is een computerrollenspel, ontwikkeld door Matrix Software en uitgebracht door Square Enix voor mobiele toestellen.
Het spel is oorspronkelijk in 2010 in verschillende hoofdstukken uitgebracht voor de mobiele telefoon, evenals Final Fantasy IV: The After Years. Nadien is het spel in 2012 in zijn geheel uitgebracht voor de iOS en Android. Ook hier bestaat nog de splitsing tussen hoofdstukken, en kan men het spel per hoofdstuk kopen.

## Stijl
Final Fantasy Dimensions is een 2D-spel en is hierin opmerkelijk daar sinds 1997 een trend bestaat om RPG's als 3D-spellen uit te brengen. De voorganger van Square Enix, Squaresoft, was hierin zelfs met Final Fantasy VII de trendsetter. Het spel was echter bedoeld voor mobiele telefoons die kleinere schermen en minder mogelijkheden hebben dan consules en PC's. Daarom heeft het ontwikkelingsteam het spel ontwikkeld alsof het een spel voor de SNES betrof. Dit is duidelijk te merken, niet slechts aan de graphics, maar ook aan de verhaallijn. De stijl leunt duidelijk aan tegen de eerste vijf Final Fantasy delen. Hierdoor appelleert het ook sterk aan de nostalgie van oudere spelers die in de jaren 90 de SNES-spellen hadden gespeeld.
Verschillende elementen uit deze eerdere delen treft men aan in Final Fantasy Dimensions:
- Luchtschepen.
- Moogles en chocobo's.
- Enkele plaatsnamen, zoals Falgabard en Mysidia.
- Het 'Job' systeem.
- De mogelijkheid Summons op te roepen.
- Een keizerrijk met een machtswellustige keizer die de wereld onderdrukt en tegen wie de helden ten strijde moeten trekken.
- De Vier Generaals en de Vier Goddelijke Generaals (gelijkend op de Elemental Fiends uit Final Fantasy IV en soortgelijke monsters in andere delen).
- Vata, een antagonist die uiteindelijk niet zo slecht blijkt te zijn. Dit doet denken aan o.a. Gilgamesh uit Final Fantasy V, Rubicant uit Final Fantasy IV, de Turks uit Final Fantasy VII, en Rajin en Fujin uit Final Fantasy VIII.
- Meester Cid, die echter in tegenstelling tot de Cid's uit andere delen een antagonist is. Ook zijn karakter is anders: in plaats van wijs en vriendelijk is hij kil, berekenend en arrogant. Pas op het allerlaatste moment loopt hij over naar de protagonisten.
- Dr. Lugae, vernoemd naar de Dr. Lugae uit Final Fantasy IV. Dr. Lugae is echter een vriendelijke geleerde die de protagonisten helpt, in tegenstelling tot de Dr. Lugae uit Final Fantasy IV die aan de kant van de antagonisten staat en onmenselijke experimenten uitvoert.
- De antagonist Keizer Elgo, gebaseerd op de Keizer uit Final Fantasy II, Julius uit Final Fantasy Adventure, en Exdeath uit Final Fantasy V.
- Eén van de Vier Generaals, Asmodai, doet zich voor als de koning van de elfen. Dit plotelement komt ook voor in Final Fantasy IV, waarin een demon de koning vervangt en diens plaats inneemt. Deze koning keert vervolgens terug en offert zichzelf voor de groep op, hetgeen doet denken aan Galuf in Final Fantasy V.
- De eindbaasmuziek bevat een toonladder uit de eindbaasmuziek van Final Fantasy VIII.
- Lux is geallieerd met het keizerrijk maar wordt hierdoor verraden; een situatie die doet denken aan Figaro uit Final Fantasy VI.

## Gameplay
De gameplay van Final Fantasy Dimensions is een terugkeer naar de klassieke SNES-titels. Het spel werkt, evenals deze titels, met een MP-systeem, waarbij vaardigheden en spreuken magie kosten. Verder kent het spel een 'Job' systeem, net als Final Fantasy I, III en V.
Er is ruimte voor 5 karakters per groep. Aanvankelijk zijn er twee groepen: vier Strijders van het Licht en vier Duistere Strijders.
In de hoofdstukken waarin de twee groepen gescheiden zijn, wisselt het verhaal tussen de groepen. Ieder hoofdstuk treedt een nieuw tijdelijk personage toe als vijfde lid van de groep. Deze personages vervullen een belangrijke rol en hun specialiteit (Job) wordt nadien beschikbaar voor de groep.
Iedere groep heeft aan het begin de volgende Jobs tot zijn beschikking:
- Jobless
- Warrior
- Monk
- Thief
- Red Wizard
- White Wizard
- Black Wizard
- Summoner

Nadien komen hier voor de Strijders van het Licht de volgende Jobs bij:
- Dragoon
- Bard
- Memorist
- Paladin
- Seer

De Strijders der Duisternis bemachtigen de Jobs:
- Ranger
- Dark Knight
- Dancer
- Ninja
- Magus

Deze laatste tien Jobs zijn specifiek toebedeeld aan de Lichte of de Duistere Strijders.

## Het verhaal
De koning van het kleine rijk Lux stuurt nationale held Aigis met zijn vrienden Sol, Glaive en Diana naar een tempel om het kristal te inspecteren. Dit kristal vertegenwoordigt een natuurkracht, en er lijkt iets mis mee te zijn. Onderweg pikt de groep de reizende profeet Elgo op, die ook onderweg is naar het kristal.
Nacht, Dusk en Alba bevinden zich in de Harmonia, een strafkolonie van het Keizerrijk Avalon. Meester Cid, de uitvinder van de luchtschepen en leider van de keizerlijke luchtvloot, haalt de drie op per luchtschip, waar ze met Sarah verenigd worden. Cid stuurt de vier eropuit om het kristal van Lux te stelen, ondanks de alliantie tussen Lux en Avalon. De beloning hiervoor is hun vrijheid.
Wanneer beide groepen bij het kristal aankomen treffen ze een monster aan dat het kristal probeert te vernietigen. Nacht en zijn groep verslaan dit monster maar het kristal explodeert. Hierdoor wordt ook de wereld in twee gespleten: een Lichte Wereld waar het altijd dag is, en een Duistere Wereld waar het altijd nacht is. Sol, Aigis, Sarah en Dusk belanden in de Lichte Wereld terwijl Nacht, Glaive, Alba en Diana in de Duistere Wereld belanden. Elgo komt ook in de Lichte Wereld terecht, en sneuvelt nadien wanneer hij de groep probeert te helpen.
Iedere groep probeert nu op eigen gelegenheid uit te zoeken wat er aan de hand is. Iedere groep maken een tocht door zijn wereld en verzamelt hierbij verschillende kristalsplinters, waardoor nieuwe jobs beschikbaar worden. Ook verijdelen of ontmaskeren ze een aantal complotten van het keizerrijk tegen onder andere de elven van Alfheim, de ridders van Burtgang, de ninja's, en de duistere ridders van Falgabard. Ze confronteren en verslaan hierbij de Vier Generaals Vata, Baugauven, Styx en Asmodai. Uiteindelijk leidt dit tot het verzamelen van alle kristalscherven en daarmee de hereniging van de wereld.
Hiermee is alles nog niet in orde. De wereld is herenigd maar de meeste mensen zijn verdwenen. Ook een aantal locaties, waaronder Lux, zijn nog steeds van de aardbodem verdwenen. De groepen herenigen zich, en de speler kan nu 5 van de 8 karakters kiezen en roteren. Uiteindelijk ontdekt de groep dat het kristal zichzelf en de wereld splitste om te voorkomen dat het door het keizerrijk geroofd en misbruikt zou worden. De groep betreedt het keizerlijk paleis te Avalon, en verslaat daar de Goddelijke Generaals. Een confrontatie met de keizer volgt, maar het blijkt slechts een leeg harnas. De groep betreedt hierop een lege dimensie van schaduwen en monsters, waar zich ook Lux en de andere locaties bevinden: de Void (Leegte). De mensen die naar de Leegte zijn getransporteerd worden belaagd door de demonische legioenen van Nil.
Hier verslaan de helden de demonen van Nil, en betreden de wereld Nil zelf. Hier worden ze opgewacht door de keizer zelf. Het is Elgo, die helemaal niet dood is, en het kristal voor zichzelf wilde om onsterfelijkheid te bewerkstelligen. Het splijten van het kristal en de wereld had hij voorzien, evenals de tocht van beide groepen. Alles was door hem gepland en voorzien, met als enig doel dat de helden de kristalscherven zouden verzamelen en bij hem zouden brengen zodat hij alsnog het kristal kon krijgen. Hij nodigt de protagonisten uit zich bij hem aan te sluiten, maar ze weigeren. Elgo wordt verslagen en verliest hierdoor de controle over de krachten van Nil, die hem in een misvormde demon transformeren. De groep verslaat nogmaals deze demon, keert terug en herstelt zowel het kristal als de wereld.